# Stazione di Kalpetran
La stazione di Kalpetran è una stazione ferroviaria di Embd, ubicata lungo la Ferrovia Briga-Visp-Zermatt.

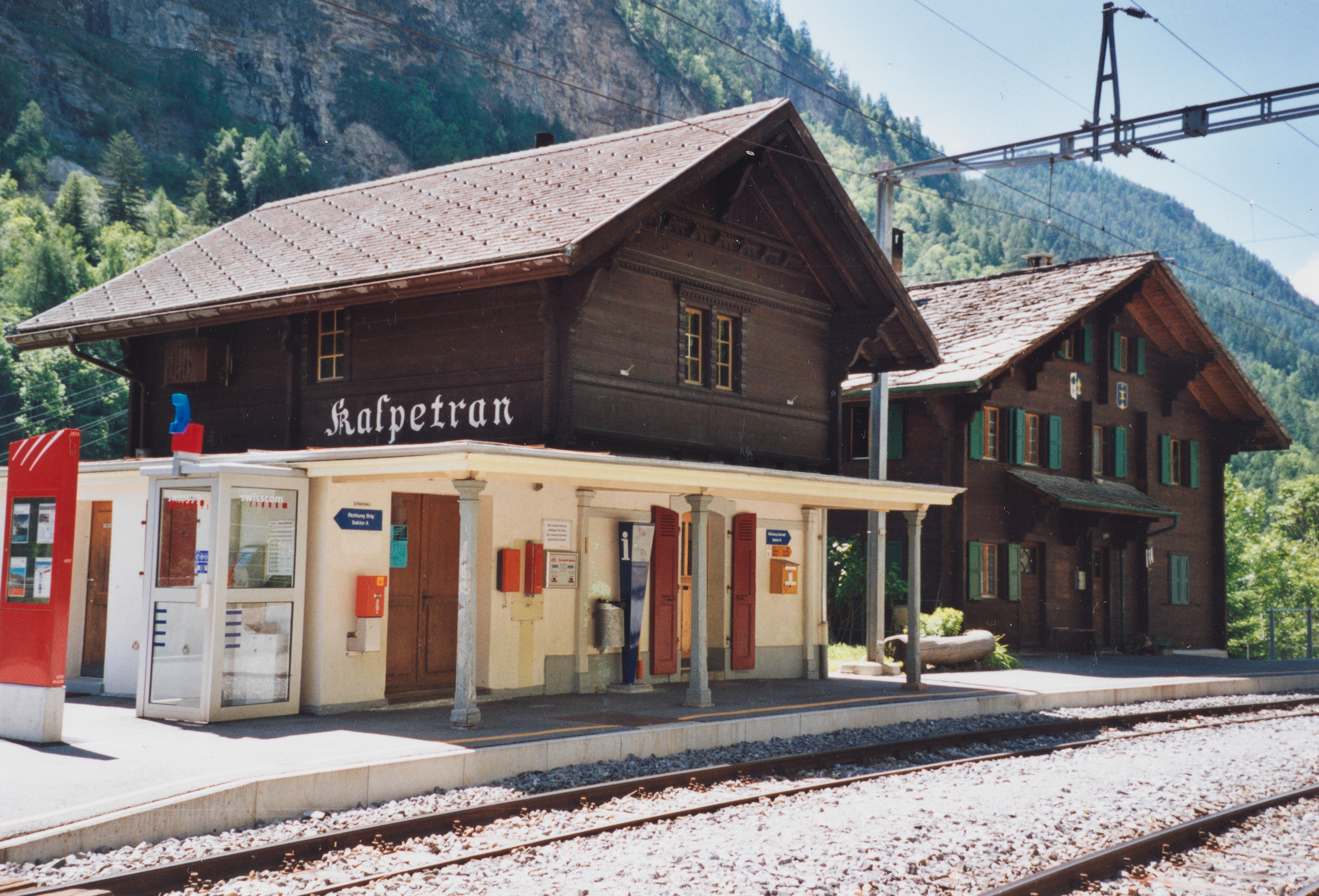
nel 2005

Vi si fermano una volta all'ora treni per Andermatt e Zermatt.